# Herman Theodoor Colenbrander
Pour les articles homonymes, voir Colenbrander.
Herman Theodoor Colenbrander, né le 13 décembre 1871 à Drachten et mort le 8 octobre 1945 à Leyde, est un historien néerlandais. 

## Biobraphie
Colenbrander a commencé sa carrière d'historien en tant qu'archiviste général adjoint des archives nationales néerlandaises. Il a pris l'initiative de créer la Commission des publications d'histoire nationale (Commissie voor de 's Rijks Geschiedkundige Publicatiën – RGP), qui édite de nombreuses sources de utile à l'histoire des Pays-Bas. Il a été le premier directeur du bureau des RGP (aujourd'hui l'Institut d'histoire des Pays-Bas). De 1918 à 1925, Colenbrander a été professeur d'histoire des Indes orientales néerlandaises et d'histoire de la méthode missionnaire à l'université de Leyde. En 1925, il est nommé professeur d'histoire des Pays-Bas à la même université.
En 1908, il est nommé membre de l'Académie royale néerlandaise des arts et des sciences. Sa carrière a été ternie par une affaire de plagiat en 1933 dans un article sur Guillaume d'Orange.